# Vavřinec (Boemia centrale)
Vavřinec è un comune della Repubblica Ceca facente parte del distretto di Kutná Hora, in Boemia Centrale.